# 平切姆 (肯塔基州托德縣)
平切姆（英語：Pinchem）是位於美國肯塔基州托德縣的一個非建制地區。

## 地理
平切姆所處的海拔為高於海平面185米（即607英呎），而該地所採用的時區為UTC-6，即北美中部時區（CST）。同時該地設有夏令時間，為UTC-6調快一小時，即UTC-5（CDT）。